# Dano
Dano Dano tartomány székhelye Burkina Faso középső részén. 2012-ben  a település népessége 20 221 fő volt.

## Gazdaság
A városban  piac működik. A helyi dagara törzsbeliek fazekasságból és szövésből élnek.

## Vallás
Dano környékén a kereszténység a legfőbb vallás.

## Fordítás
- Ez a szócikk részben vagy egészben  a   Dano, Burkina Faso című angol Wikipédia-szócikk ezen változatának fordításán alapul.  Az eredeti cikk szerkesztőit annak laptörténete sorolja fel. Ez a jelzés csupán a megfogalmazás eredetét és a szerzői jogokat jelzi, nem szolgál a cikkben szereplő információk forrásmegjelöléseként.